# Jan Chramosta
Jan Chramosta (* 12. Oktober 1990 in Prag) ist ein tschechischer Fußballspieler.

## Vereinskarriere
Chramosta spielt seit 1999 beim FK Mladá Boleslav. Den Sprung in den Profikader schaffte der Stürmer im Alter von 18 Jahren im April 2009. In der Saison 2008/09 kam er auf neun Erstligaspiele, in denen er fünf Tore schoss. Im Sommer 2014 wurde er für eine Spielzeit an Viktoria Pilsen ausgeliehen, kehrte aber nach Saisonende zurück. Anfang 2018 verließ er Mladá Boleslav und schloss sich dem FK Jablonec an.

## Nationalmannschaft
Chramosta kam bisher in der tschechischen U-18, U-19 und U-21-Auswahl zum Einsatz. Der Stürmer stand im Aufgebot Tschechiens zur Junioren-Fußballweltmeisterschaft 2009.